# Grimaldo Vásquez
Grimaldo Vásquez Tan (Chadín, Chota, Cajamarca, 18 de julio de 1960) es un profesor, educador y político peruano. Fue alcalde provincial de Luya durante los años 2011 al 2018 y congresista durante los años 2020-2021.

## Biografía
Estudió Educación primaria en el I.S.P. Toribio Rodríguez de Mendoza. También estudió en la Universidad Nacional de Trujillo.
Fue docente de varios colegios de Amazonas y fue Director Regional de Educación en el Ministerio de Educación durante 2008 y 2010.

## Carrera política
En las elecciones regionales de Amazonas de 2002 postuló como consejero regional por Energía Comunal Amazónica, sin salir electo.
En el 2022 pasa a segunda vuelta junto con Gilmer Horna, por el cargo de gobernador regional de Amazonas por Movimiento Regional Victoria Amazonense, sin embargo no salió electo.

### Alcalde de la Provincia de Luya
Postuló en las elecciones municipales de 2006 para alcalde provincial de Luya por Acción Popular sin salir electo. En las elecciones municipales de 2010 sería electo a ese cargo por el movimiento Fuerza Amazonense, por el que sería reelecto en las elecciones de 2014 por Obras por Amazonas.
En las elecciones regionales de Amazonas de 2018 postuló como gobernador regional de Amazonas con el Movimiento Independiente Surge Amazonas, sin salir electo.

### Congresista
En las elecciones parlamentarias de 2020 salió electo congresista por Amazonas con el partido Somos Perú con 12,096 votos.